# Iso Valkealampi
Iso Valkealampi är en sjö i kommunen Joensuu i landskapet Norra Karelen i Finland. Den är 14,5 meter djup. Arean är 49 hektar och strandlinjen är 4,19 kilometer lång. Sjön  ingår i Vuoksens huvudavrinningsområde.   Den ligger omkring 18 kilometer öster om Joensuu och omkring 380 kilometer nordöst om Helsingfors. 